# Ptocasius gratiosus
Ptocasius gratiosus is een spinnensoort in de taxonomische indeling van de springspinnen (Salticidae).
Het dier behoort tot het geslacht Ptocasius. De wetenschappelijke naam van de soort werd voor het eerst geldig gepubliceerd in 1907 door Elizabeth Maria Gifford Peckham & George William Peckham.